# Таблица разделов GUID
GUID Partition Table, аббр. GPT — стандарт формата размещения таблиц разделов на физическом жестком диске. Он является частью Extensible Firmware Interface (EFI) — стандарта, предложенного Intel на смену BIOS. EFI использует GPT там, где BIOS использует Главную загрузочную запись (англ. Master Boot Record, MBR).

## Возможности
В отличие от MBR, которая начинается с исполняемой двоичной программы, призванной идентифицировать и загрузить активный раздел, GPT опирается на расширенные возможности EFI для осуществления этих процессов. Однако MBR присутствует в самом начале диска (блок LBA 0) как для защиты, так и в целях совместимости. Собственно GPT начинается с Оглавления таблицы разделов (англ. Partition Table Header).
GPT использует современную систему адресации логических блоков (LBA) вместо применявшейся в MBR адресации «Цилиндр — Головка — Сектор» (CHS). MBR, доставшаяся по наследству со всей своей информацией, содержится в блоке LBA 0, оглавление GPT — в блоке LBA 1. В оглавлении содержится адрес блока, где начинается сама таблица разделов, обычно это следующий блок — LBA 2. Количество разделов не ограничено стандартом и зависит от операционной системы (технически ограничено порядка 264 разделами из-за разрядности полей). Так в Microsoft Windows в таблице разделов резервируется место для 128 записей по 128 байт каждая (в GNU/Linux ядро поддерживает до 256 разделов). Таким образом для таблицы разделов в Windows резервируется 16 384 байт (при использовании сектора размером 512 байт это будет 32 сектора), так что первым используемым сектором каждого жёсткого диска в ней будет блок LBA 34.
Кроме того, GPT обеспечивает дублирование — оглавление и таблица разделов записаны как в начале, так и в конце диска.
Теоретически, GPT позволяет создавать разделы диска размером до 9,4 ЗБ (9,4 × 1021 байт) (при размере сектора 512 байт, иначе — больше), в то время как MBR может работать только до 2,2 ТБ (2,2 × 1012 байт).
GPT позволяет назначать разделам идентификаторы GUID, имена и атрибуты, независимо от внутренних UUID файловых систем, их меток и прочего, и позволяет обращаться по таким именам вместо меток и номеров разделов. Благодаря поддержке Юникода в именах и щадящих ограничений на них, разделы могут быть названы на любом языке и сгруппированы по папкам.

## Наследственный MBR (LBA 0)
Основная цель помещения MBR в начало диска — защитная. MBR-ориентированные дисковые утилиты могут не распознать и даже перезаписать GPT-диски. Чтобы избежать этого, указывается наличие всего одного раздела, охватывающего весь GPT-диск. Системный идентификатор (англ. System ID) для этого раздела устанавливается в значение 0xEE, указывающее, что применяется GPT. Вследствие этого EFI игнорирует MBR. Некоторые 32-битные операционные системы, например Windows XP, не приспособленные для чтения дисков, содержащих GPT, тем не менее распознаю́т этот Системный идентификатор и представляют том в качестве недоступного GPT-диска. Более старые ОС[какие?] обычно представляют диск как содержащий единственный раздел неизвестного типа и без свободного места; как правило, они отказываются модифицировать такой диск, пока пользователь явно не потребует и не подтвердит удаление данного раздела. Таким способом предотвращается случайное стирание содержимого GPT-диска.

## Оглавление таблицы разделов (LBA 1)
Оглавление таблицы разделов указывает те логические блоки на диске, которые могут быть задействованы пользователем (англ. the usable blocks). Оно также указывает число и размер записей данных о разделах, составляющих таблицу разделов. Стандартно в Microsoft Windows резервируется 128 записей данных о разделах. Таким образом, возможно создание 128 разделов на диске.
Оглавление содержит GUID (англ. Globally Unique IDentifier — «глобально уникальный идентификатор») диска. В оглавлении также содержится его собственный размер и местоположение (всегда блок LBA 1), а также размер и местоположение вторичного (запасного) оглавления и таблицы разделов, которые всегда размещаются в последних секторах диска. Важно, что оно также содержит контрольную сумму CRC32 для себя и для таблицы разделов. Эти контрольные суммы проверяются процессами EFI при загрузке машины. Из-за проверок контрольных сумм недопустима и бессмысленна модификация содержимого GPT в шестнадцатеричных редакторах. Всякое редактирование нарушит соответствие содержания контрольным суммам, после чего EFI перезапишет первичный GPT вторичным. Если же оба GPT будут содержать неверные контрольные суммы, доступ к диску станет невозможным.

## Записи данных о разделах (LBA 2-33)
Записи данных о разделах (англ. Partition entries) просты и расположены с равным приращением адресов. Первые 16 байт определяют GUID типа раздела. Например, GUID системного EFI-раздела имеет вид «C12A7328-F81F-11D2-BA4B-00A0C93EC93B». Следующие 16 байт содержат GUID, уникальный для данного конкретного раздела. Далее записываются данные о начале и конце 64-битных LBA, если они имеются. Остальное место отводится информации об именах и атрибутах разделов.

## Идентификаторы (GUID) различных типов разделов
| Ассоц. платф. | Тип раздела                                                       | Глобально-уникальный идентификатор (GUID) |
| ------------- | ----------------------------------------------------------------- | ----------------------------------------- |
| (Нет)         | Неиспользуемая запись данных                                      | 00000000-0000-0000-0000-000000000000      |
| (Нет)         | Схема разделов MBR                                                | 024DEE41-33E7-11D3-9D69-0008C781F39F      |
| (Нет)         | Системный раздел EFI                                              | C12A7328-F81F-11D2-BA4B-00A0C93EC93B      |
| (Нет)         | BIOS boot partition                                               | 21686148-6449-6E6F-744E-656564454649      |
| (Нет)         | Раздел Intel Fast Flash (iFFS) (для технологии Intel Rapid Start) | D3BFE2DE-3DAF-11DF-BA40-E3A556D89593      |
| (Нет)         | Загрузочный раздел Sony                                           | F4019732-066E-4E12-8273-346C5641494F      |
| (Нет)         | Загрузочный раздел Lenovo                                         | BFBFAFE7-A34F-448A-9A5B-6213EB736C22      |
| Windows       | Резервный раздел Microsoft                                        | E3C9E316-0B5C-4DB8-817D-F92DF00215AE      |
| Windows       | Раздел основных данных                                            | EBD0A0A2-B9E5-4433-87C0-68B6B72699C7      |
| Windows       | Менеджер логических томов, раздел метаданных                      | 5808C8AA-7E8F-42E0-85D2-E1E90434CFB3      |
| Windows       | Менеджер логических томов, раздел данных                          | AF9B60A0-1431-4F62-BC68-3311714A69AD      |
| Windows       | Раздел восстановления                                             | DE94BBA4-06D1-4D40-A16A-BFD50179D6AC      |
| HP-UX         | Раздел данных                                                     | 75894C1E-3AEB-11D3-B7C1-7B03A0000000      |
| HP-UX         | Раздел Сервиса                                                    | E2A1E728-32E3-11D6-A682-7B03A0000000      |
| Linux         | Раздел данных                                                     | 0FC63DAF-8483-4772-8E79-3D69D8477DE4      |
| Linux         | RAID раздел                                                       | A19D880F-05FC-4D3B-A006-743F0F84911E      |
| Linux         | Своп-раздел                                                       | 0657FD6D-A4AB-43C4-84E5-0933C84B4F4F      |
| Linux         | Раздел Менеджера логических томов (LVM)                           | E6D6D379-F507-44C2-A23C-238F2A3DF928      |
| Linux         | Раздел /home                                                      | 933AC7E1-2EB4-4F13-B844-0E14E2AEF915      |
| Linux         | Раздел /srv (данные сервера)                                      | 3B8F8425-20E0-4F3B-907F-1A25A76F98E8      |
| Linux         | Раздел dm-crypt                                                   | 7FFEC5C9-2D00-49B7-8941-3EA10A5586B7      |
| Linux         | Раздел LUKS                                                       | CA7D7CCB-63ED-4C53-861C-1742536059CC      |
| Linux         | Зарезервировано                                                   | 8DA63339-0007-60C0-C436-083AC8230908      |
| FreeBSD       | Загрузочный раздел                                                | 83BD6B9D-7F41-11DC-BE0B-001560B84F0F      |
| FreeBSD       | Раздел данных                                                     | 516E7CB4-6ECF-11D6-8FF8-00022D09712B      |
| FreeBSD       | Своп-раздел                                                       | 516E7CB5-6ECF-11D6-8FF8-00022D09712B      |
| FreeBSD       | Раздел UFS (Unix File System)                                     | 516E7CB6-6ECF-11D6-8FF8-00022D09712B      |
| FreeBSD       | Раздел менеджера томов Vinum                                      | 516E7CB8-6ECF-11D6-8FF8-00022D09712B      |
| FreeBSD       | Раздел ZFS                                                        | 516E7CBA-6ECF-11D6-8FF8-00022D09712B      |
| macOS         | Раздел HFS+ (Hierarchical File System)                            | 48465300-0000-11AA-AA11-00306543ECAC      |
| macOS         | Раздел APFS (Apple File System)                                   | 7C3457EF-0000-11AA-AA11-00306543ECAC      |
| macOS         | Apple UFS                                                         | 55465300-0000-11AA-AA11-00306543ECAC      |
| macOS         | ZFS                                                               | 6A898CC3-1DD2-11B2-99A6-080020736631      |
| macOS         | Apple RAID раздел                                                 | 52414944-0000-11AA-AA11-00306543ECAC      |
| macOS         | Apple RAID раздел, offline                                        | 52414944-5F4F-11AA-AA11-00306543ECAC      |
| macOS         | Загрузочный раздел Apple                                          | 426F6F74-0000-11AA-AA11-00306543ECAC      |
| macOS         | Apple Label                                                       | 4C616265-6C00-11AA-AA11-00306543ECAC      |
| macOS         | Раздел Apple TV Recovery                                          | 5265636F-7665-11AA-AA11-00306543ECAC      |
| macOS         | Раздел Apple Core Storage (то есть Lion FileVault)                | 53746F72-6167-11AA-AA11-00306543ECAC      |
| Solaris       | Загрузочный раздел                                                | 6A82CB45-1DD2-11B2-99A6-080020736631      |
| Solaris       | Корневой раздел                                                   | 6A85CF4D-1DD2-11B2-99A6-080020736631      |
| Solaris       | Своп раздел                                                       | 6A87C46F-1DD2-11B2-99A6-080020736631      |
| Solaris       | Backup-раздел                                                     | 6A8B642B-1DD2-11B2-99A6-080020736631      |
| Solaris       | Раздел /usr                                                       | 6A898CC3-1DD2-11B2-99A6-080020736631      |
| Solaris       | Раздел /var                                                       | 6A8EF2E9-1DD2-11B2-99A6-080020736631      |
| Solaris       | Раздел /home                                                      | 6A90BA39-1DD2-11B2-99A6-080020736631      |
| Solaris       | EFI_ALTSCTR                                                       | 6A9283A5-1DD2-11B2-99A6-080020736631      |
| Solaris       | Зарезервированные разделы                                         | 6A945A3B-1DD2-11B2-99A6-080020736631      |
| Solaris       | Зарезервированные разделы                                         | 6A9630D1-1DD2-11B2-99A6-080020736631      |
| Solaris       | Зарезервированные разделы                                         | 6A980767-1DD2-11B2-99A6-080020736631      |
| Solaris       | Зарезервированные разделы                                         | 6A96237F-1DD2-11B2-99A6-080020736631      |
| Solaris       | Зарезервированные разделы                                         | 6A8D2AC7-1DD2-11B2-99A6-080020736631      |
| NetBSD        | Своп раздел                                                       | 49F48D32-B10E-11DC-B99B-0019D1879648      |
| NetBSD        | Раздел FFS                                                        | 49F48D5A-B10E-11DC-B99B-0019D1879648      |
| NetBSD        | Раздел LFS                                                        | 49F48D82-B10E-11DC-B99B-0019D1879648      |
| NetBSD        | Раздел RAID                                                       | 49F48DAA-B10E-11DC-B99B-0019D1879648      |
| NetBSD        | Соединённый раздел                                                | 2DB519C4-B10F-11DC-B99B-0019D1879648      |
| NetBSD        | Шифрованный раздел                                                | 2DB519EC-B10F-11DC-B99B-0019D1879648      |
| Chrome OS     | Ядро ChromeOS                                                     | FE3A2A5D-4F32-41A7-B725-ACCC3285A309      |
| Chrome OS     | ChromeOS rootfs                                                   | 3CB8E202-3B7E-47DD-8A3C-7FF2A13CFCEC      |
| Chrome OS     | Для будущего использования ChromeOS                               | 2E0A753D-9E48-43B0-8337-B15192CB1B5E      |
| QNX           | Power-safe (QNX6) file system                                     | CEF5A9AD-73BC-4601-89F3-CDEEEEE321A1      |
| OS/2          | ArcaOS Type 1                                                     | 90B6FF38-B98F-4358-A21F-48F35B4A8AD3      |

Примечание 1: GUID для раздела данных Linux ранее являлся дубликатом GUID для раздела основных данных Microsoft Windows.
Примечание 2: Порядок записи байтов в написаниях GUID — little-endian. К примеру, GUID системного раздела EFI записан как: C12A7328-F81F-11D2-BA4B-00A0C93EC93B, что соответствует последовательности 16 байтов: 28 73 2A C1 1F F8 D2 11 BA 4B 00 A0 C9 3E C9 3B. Обратите внимание, что байты пишутся задом наперед только в первых трех блоках (C12A7328-F81F-11D2).

## Недостатки
- Противоречивые реализации поддержки GPT, возможно, из-за закрытости большей части стандарта (например, GUID для раздела данных Linux был изменён на другой, в старых версиях parted используется нестандартная кодировка имён).
- Не предусмотрено возможности назначать имя всему диску, как отдельным разделам (хотя у него есть свой GUID).
- По-прежнему сильна привязка раздела к его номеру в таблице (например, многие загрузчики ОС предпочитают номер именам и GUID).
- Количество дубликатов таблиц строго ограничено двумя, их позиции зафиксированы, что в случае повреждения диска, ошибок администрирования или ошибок программ недостаточно для удобного восстановления данных.
- Ни резервная копия GPT, ни основная не позволяют аннулировать другую копию в случае, если та неверна, но имеет правильную контрольную сумму и не может быть стёрта, то есть не предусмотрено защиты от повреждённых секторов (плохих блоков), которая давно есть в некоторых (ext3, ext4[6]) файловых системах.